# Serhan Onat
Serhan Onat (* 27. Mai 1994 in İzmit) ist ein türkischer Schauspieler.

## Biografie
Serhan Onat wurde am 27. Mai 1994 in İzmit geboren. Er studierte an der Anadolu Üniversitesi. Sein Debüt gab er 2014 in der Fernsehserie Muhteşem Yüzyıl. Anschließend wurde er 2015 für die Serie Mayıs Kraliçe gecastet.
Von 2016 bis 2017 trat er in Bodrum Masalı auf. Zwischen 2017 und 2018 war Onat in Meryem zu sehen. 2019 bekam er eine Rolle in dem Film 7. Koğuştaki Mucize. Außerdem setzte er 2022 seine Karriere in Yolun Açık Olsun fort. Seit 2023 spielt Onat in der Serie Kendi Düşen Ağlamaz.

## Filmografie
Filme
- 2019: 7. Koğuştaki Mucize
- 2022:Yolun Açık Olsun

Serien
- 2014: Muhteşem Yüzyıl
- 2015–2016: Mayıs Kraliçe
- 2016–2017: Bodrum Masalı
- 2017–2018: Meryem
- 2019: Kuruluş Osman
- 2021: Akıncı
- 2023: Dokuz Oğuz
- seit 2023: Kendi Düşen Ağlamaz